# Tampung (Rembang)
Tampung is een bestuurslaag in het regentschap Pasuruan van de provincie Oost-Java, Indonesië. Tampung telt 3472 inwoners (volkstelling 2010).